# Marko Živić
Marko Živić, serb. Марко Живић (ur. 4 kwietnia 1972 w Kruševaczu, zm. 14 października 2021 w Belgradzie) – serbski aktor teatralny i filmowy, również komik i prezenter telewizyjny.

## Życiorys
Nazywany przez media wielkim „showmanem”, Živić rozpoczął karierę teatralną w 2002 roku w Belgradzkim Teatrze Dramatycznym. Początkowo zyskał rozgłos dzięki roli Lepi Lukić w telewizyjnej komedii Folk. Jego późniejsze znane role to dobroduszny i wrażliwy muzyk Mika Armonika w Psi laju i przebiegły handlarz narkotyków Vasilije w Shadows over Balkan. Jego inne znaczące role filmowe to Čitulja za Eskobara, The Belgrade Phantom i Montevideo, God Bless You!. Živić był także gospodarzem programu The Marko Živić Show.